# فن قبطي

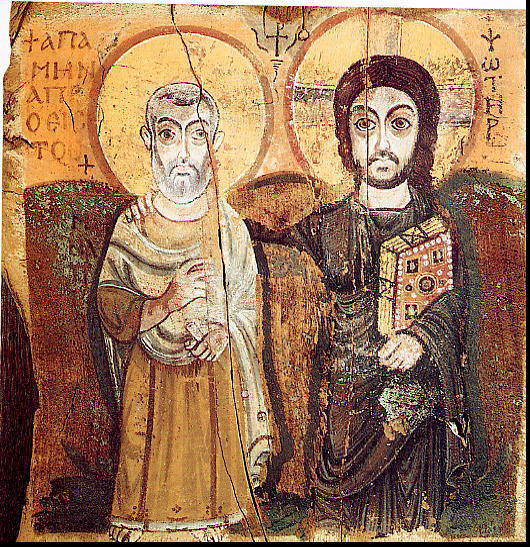
إيقونة قبطية من مصر تعود للقرن السادس ميلادي تمثل المسيح مع القديس مينا، محفوظة في متحف اللوفر في فرنسا

الفن القبطي (بالإنجليزية: Coptic art) يطلق هذا الاصطلاح على الفن الذي أنتج بواسطة المسيحيين في وادى النيل من حوالي (1) ميلادية حت دخول العرب مصر عام 641 وموجود حتى الآن في الكنائس وكانت المسيحية قد ظهرت في عهد الامبراطور الرومانى نيرون عام 54 م وانتشرت بسرعة بين المصريين، وحتى أصبحت المسيحية الدين الرسمي في الإمبراطورية الرومانية والدول التابعة.
الفن القبطى هو الفن المصري القديم بعينه ولكن الاختلاف يعود في زمن الفن. إذ ان الفن المصري كان ينقش على معابد وهياكل المصريين والفن المصري الأوسط وإلى الآن ينقش على كنائس وهياكل المسيحية. دراسة الفن القبطي هي جزء من علم القبطيات.

## التصوير الجدارى
كان التصوير الجدارى السائد في العصر القبطى يسير على نفس الطريقة التي تواترت منذ أقدم العصور في مصر وهي طريقة التصوير بألوان الاكاسيد على الحوائط المغطاة بطبقة من الجبس ومنه انتشرت هذه الطريقة بين مسيحي الشرق والغرب وظل الامر كذلك حتى بداية عصر النهضة. وقد وجه الاقباط عناية كبيرة إلى زخرفة الجدران والمحاريب الموجودة في الكنائس بالتصوير الحائطى مستعينين بموضوعات مستمدة من قصص الانبياء والأحداث الدينية فكانت هناك صور للسيدة العذراء والسيد المسيح أو الملائكة والرسل والقديسين والشهداء أو موضوعات من التوراة والانجيل.

## السمات العامة للفن القبطى
- فن ارتجالى بسيط لان الرهبان الذين كانوا يشرفون عليه لم تكن لهم دراية تامة من الناحية الفنية، كما كان الإنتاج يتم في جو مشحون بالقلق بعيدا عن الطمأنينة وراحة البال.
- اتسم باستخدام الهالة على رؤوس القديسين والشهداء وأحيانا كان يضع تاجا أو يستخدم الاثنين معا.
- البعد عن محاكاة الطبيعة وتقليدها، فالرسوم كان كانت محورة ورمزية وتظهر مميزات الاشكال المرسومة فقط.
- تميز الفنان القبطي عن الفنان البيزنطي في تصوير صور القديسين حولها هالة من النور في حين الفنان البيزنطي كان يرسم تاج على رأس القديس.
- كما تميز أيضاً في أن يعرض صور القديس فرحة مشرقة الوانا مشرقة خاصة وجه القديس اوالقديسة ليوضح موضوع عقائدي إذ يبرز الفرحة بالحياة الأبدية التي نالها هذا القديس أو هذه القديسة.

## تأثر الفن الاسلامى بالفن القبطى
يعتبر الفن الإسلامي خصوصا الإسلامي المصري فن متأثر بالمصريه القبطية نتيجه لاختلاط العرب بالأقباط (المصريين) كجامع ابن طولون الذي بناه مهندس من القبط اسمه سعيد الفرغانى وكلاهما تأثر بالفن الفرعونى القديم.

## معرض الأيقونات القبطية

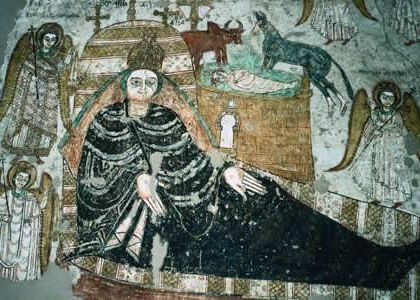
تصوير جصي قبطي من السودان يعود لما بين القرنين العاشر والحادي عشر ميلاديان
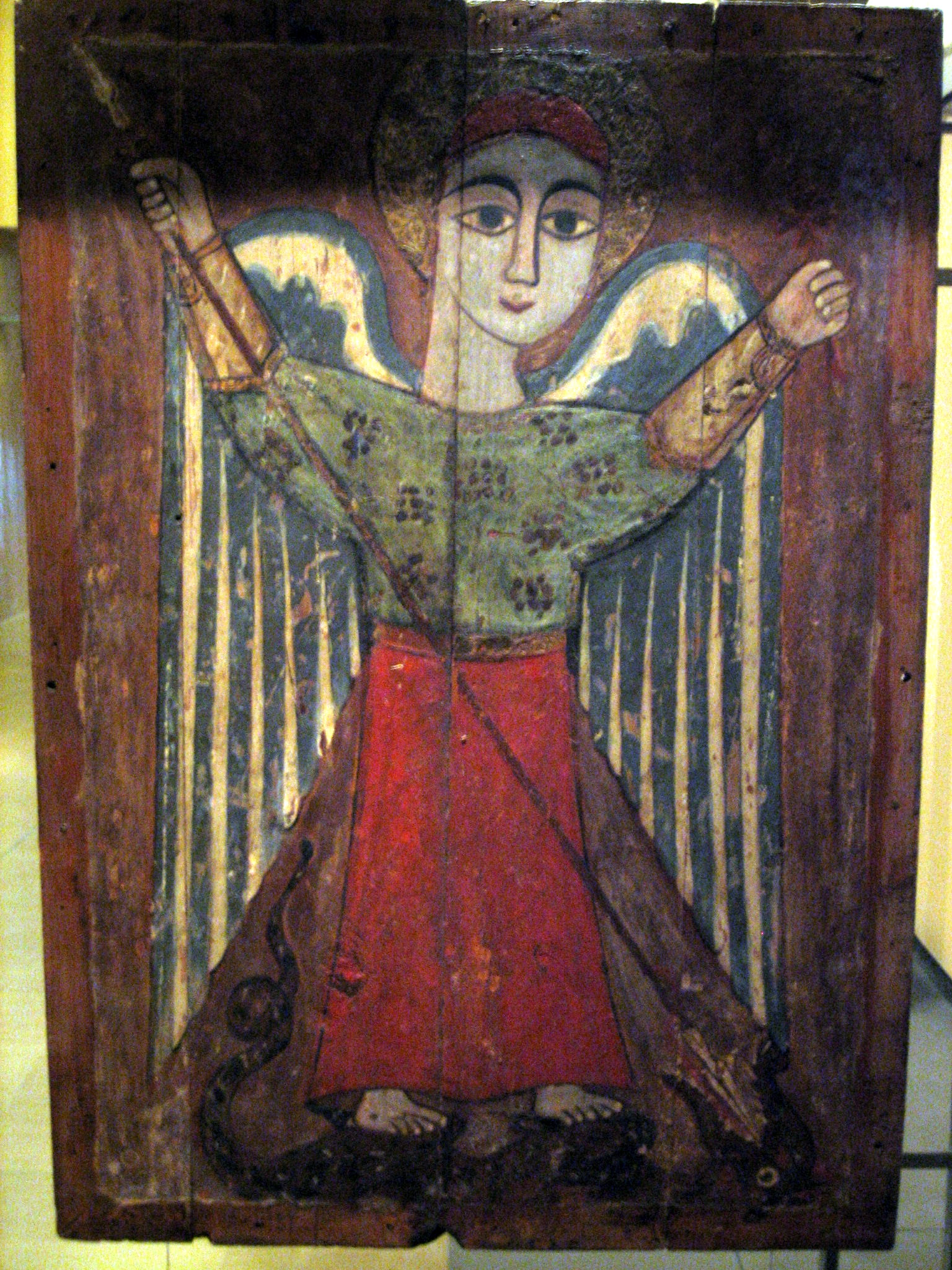
أيقونة قبطية قديمة تصور أحد الملائكة
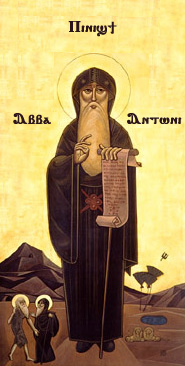
أيقونة قبطية تصور القديس أنطون العظيم
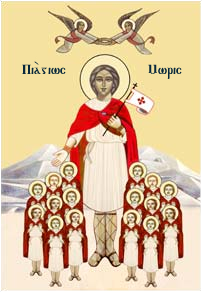
أيقونة قبطية للقديس موريس
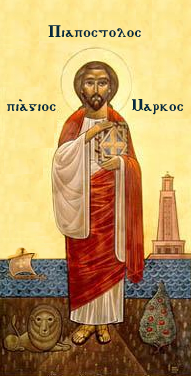
أيقونة قبطية تمثل القديس مارك